# 메시지 큐

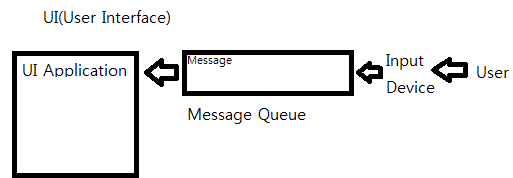
메시지 큐

메시지 큐(message queue)는 키보드나 마우스를 통해 발생하는 사용자의 입력을 메시지로 전달하는 윈도우즈 시스템에서 어떤 프로세스에 대한 메시지를 저장하기 위해 할당된 큐다. 메시지 큐는 윈도우즈 시스템의 모든 스레드에 존재한다. 사용자가 창에 대해 어떤 조작을 수행하면 해당 입력은 메시지로 전달되며 프로세스가 메시지 큐에서 해당 입력에 대응하는 메시지를 읽어서 처리한다. 예를 들어 사용자가 마우스를 움직이는 경우에 마우스 움직임을 의미하는 메시지인 WM_MOUSEMOVE가 메시지 큐에 저장되며 프로그램은 메시지 루프를 통해 이에 대응하는 처리를 한다. 메시지 큐의 존재는 프로세스가 사용자가 취한 행동을 사건으로 해석하여 사건에 대응하는 처리를 수행할 수 있게 한다.

## 메시지 처리
Win32 프로그램의 윈도우 프로시저가 메시지 핸들러를 통해 메시지 처리를 정의한다.
IBM MQ : 시스템 및 응용프로그램 간의 데이터 통신 방식, 주로 기업 내부망내에서 적용하여 EAI 구축한다.
IBM Message Queue : 큐(Queue)라는 구조에 메시지형태의 데이터를 넣어두고, FIFO(선입선출) 방식으로 메시지를 추출하여 대상 시스템의 데이터베이스, 파일저장, 응용프로그램 입력값으로 처리된다. 처리과정에서 예외상황, 에러, 시스템장애, 통신중단 등의 상황에서도 원천 메시지의 데이터가 소실되지 않도록 설계되어 데이터 인터페이스의 정합성과 안전성을 보장한다.

## 같이 보기
- AMQP